# Eumorpha strenua
Eumorpha strenua là một loài bướm đêm thuộc họ Sphingidae. Nó được tìm thấy ở Haiti, Cuba và Cộng hòa Dominica.
Sải cánh dài khoảng 105 mm. Nó tương tự như Eumorpha satellitia posticatus và Eumorpha mirificatus.
Con trưởng thành bay từ tháng 5 đến tháng 6.
Ấu trùng ăn Vitaceae species.